# 帕尔珀维尔
帕尔珀维尔（法語：Parpeville，法語發音：[paʁpəvil]）是法国上法蘭西大區埃纳省的一个市镇，属于圣康坦区。

## 地理
帕尔珀维尔（49°47'6"N, 3°32'45"E）面积15.82 平方千米，位于法国上法蘭西大區埃纳省，该省份为法国北部内陆省份，北起北部省，西接索姆省和瓦兹省，东临阿登省和马恩省，西南至塞纳-马恩省，东北部与比利时接壤。
与帕尔珀维尔接壤的市镇（或旧市镇、城区）包括：舍夫勒西-蒙索、舍夫勒西堡、朗迪费和贝泰涅蒙、新蒙索和福库济、奥里尼-圣伯努瓦特、普莱讷塞尔沃。

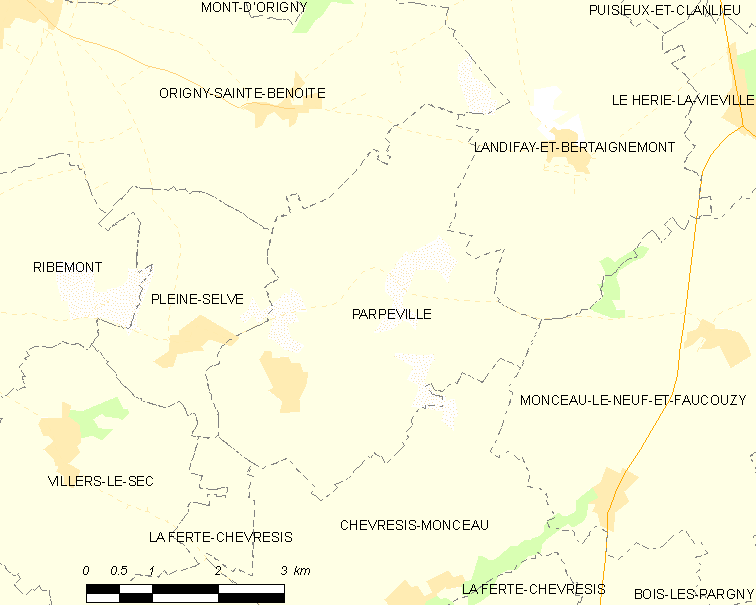
帕尔珀维尔的OSM定位图

帕尔珀维尔的时区为UTC+01:00、UTC+02:00（夏令时）。

## 行政
帕尔珀维尔的邮政编码为02240，INSEE市镇编码为02592。

## 政治
帕尔珀维尔所属的省级选区为里布蒙县。

## 人口

1962-2008年间帕尔珀维尔人口变化图示

帕尔珀维尔于2022年1月1日时的人口数量为192人。